# Marc-Oliver Hendriks
Marc-Oliver Hendriks (* 22. August 1970 in Duisburg) ist ein deutscher Theaterintendant.

## Leben
Marc-Oliver Hendriks legte sein Abitur 1990 am Städtischen Stiftsgymnasium in Xanten ab und studierte Geschichte, Politikwissenschaften und Anglistik an der Universität Duisburg. 1991 bis 1995 studierte Hendriks Rechtswissenschaften an der Universität Konstanz, seinen juristischen Vorbereitungsdienst leistete er von 1997 bis 1999 in Berlin unter anderem als Referent des Geschäftsführenden Direktors der Deutschen Oper Berlin. Nach Abschluss des Zweiten Staatsexamens wurde er 1999 Verwaltungsdirektor und stellvertretender Intendant am Theater Nordhausen/Loh-Orchester Sondershausen und war ab August 2003 als Geschäftsführender Direktor der Bayerischen Theaterakademie August Everding im Münchener Prinzregententheater tätig.
Seit 1. September 2009 ist Marc-Oliver Hendriks Geschäftsführender Intendant der Württembergischen Staatstheater in Stuttgart.